# Гайвань

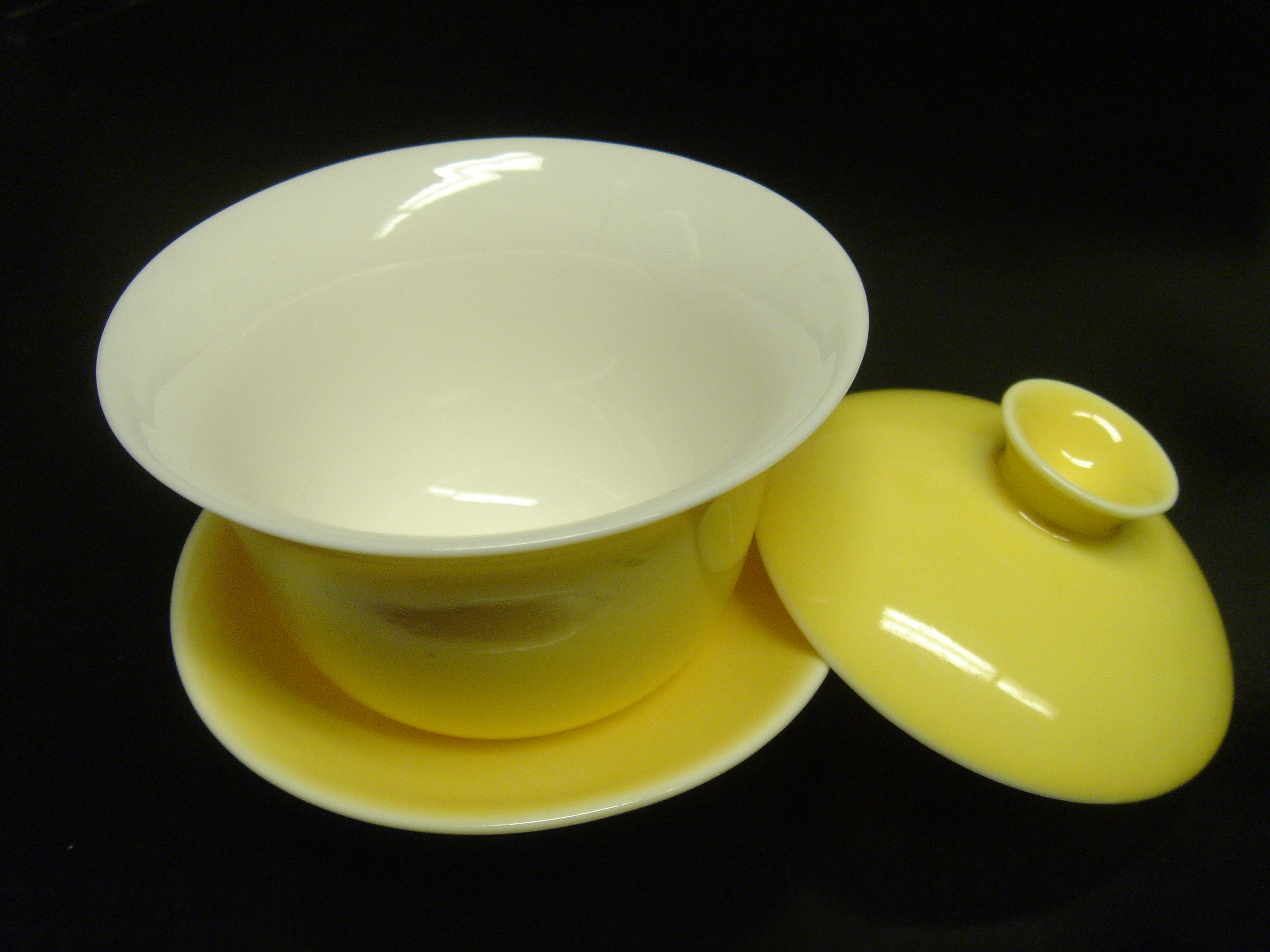
Гайвань

Га́йвань, або ґа́йвань (спрощ.: 盖碗; кит. трад.: 蓋碗; піньїнь: gàiwǎn) — китайська чашка для заварювання чаю з кришкою та блюдцем. Вважається, що ці три предмета символізують модель світу, в якій блюдце є символом землі, кришка — символом неба, а чашка — символом людини, яка знаходиться у гармонії з землею та небом.

## Загальні відомості
Гайвань виконує функцію чайника та чашки одночасно, її особливість в тому, що чашка та кришка завжди мають невеликий зазор. Завдяки йому чай, що заварився, може бути розлитий по чашках, якщо треба розділити його на кілька порцій. 
В іншому випадку через цей зазор чай п'ється однією людиною, якщо заварювалася тільки одна порція. Використовується зазвичай для заварювання зелених, білих та жовтих чаїв. Чорні чаї традиційно заварюють в чайниках з ісинської глини.
Гайвань утримується трьома пальцями. Мізинець та безіменний палець утримують блюдце, а великий палець притискає кришку та чашку під нею. Заповнюють гайвань приблизно на три чверті об'єму.
Матеріалом для виробництва гайваней зазвичай є скло або порцеляна.